# Дедня (Могилёвская область)
Де́дня (бел. Дзедня) — деревня в составе Радомльского сельсовета Чаусского района Могилёвской области Республики Беларусь.

## Население
- 2016 год — 20 человек

## Археология
На стоянке Дедня бутовской культуры мезолитическое поселение существовало 9300 — 9400 лет назад.